# 妙湛寺金刚塔
妙湛寺金刚塔位于云南省昆明市东南郊官渡古镇的妙湛寺前，因全塔由砂石砌成，又称妙湛寺石塔。该塔塔座呈方形，四面有券门相通，因此民间又称其为穿心塔。1956年，该文物被云南省人民委员会认定为第一批省级文物保护单位。1996年，它又被国务院列入第四批全国重点文物保护单位。

## 历史沿革
妙湛寺始建于元代，至明天顺年间重修，时任镇守云南总兵官沐璘在此期间开始筹建金刚塔，后由云南镇守太监罗珪独自承担建塔费用。该塔自天顺元年（1457年）10月动工，至次年末完工，与北京真觉寺金刚宝座塔为同时期作品。清康熙年间，金刚塔因地震受损，至康熙三十五年（1696年）由昆明县令罗国珍筹集资金重修。

## 建筑与文物

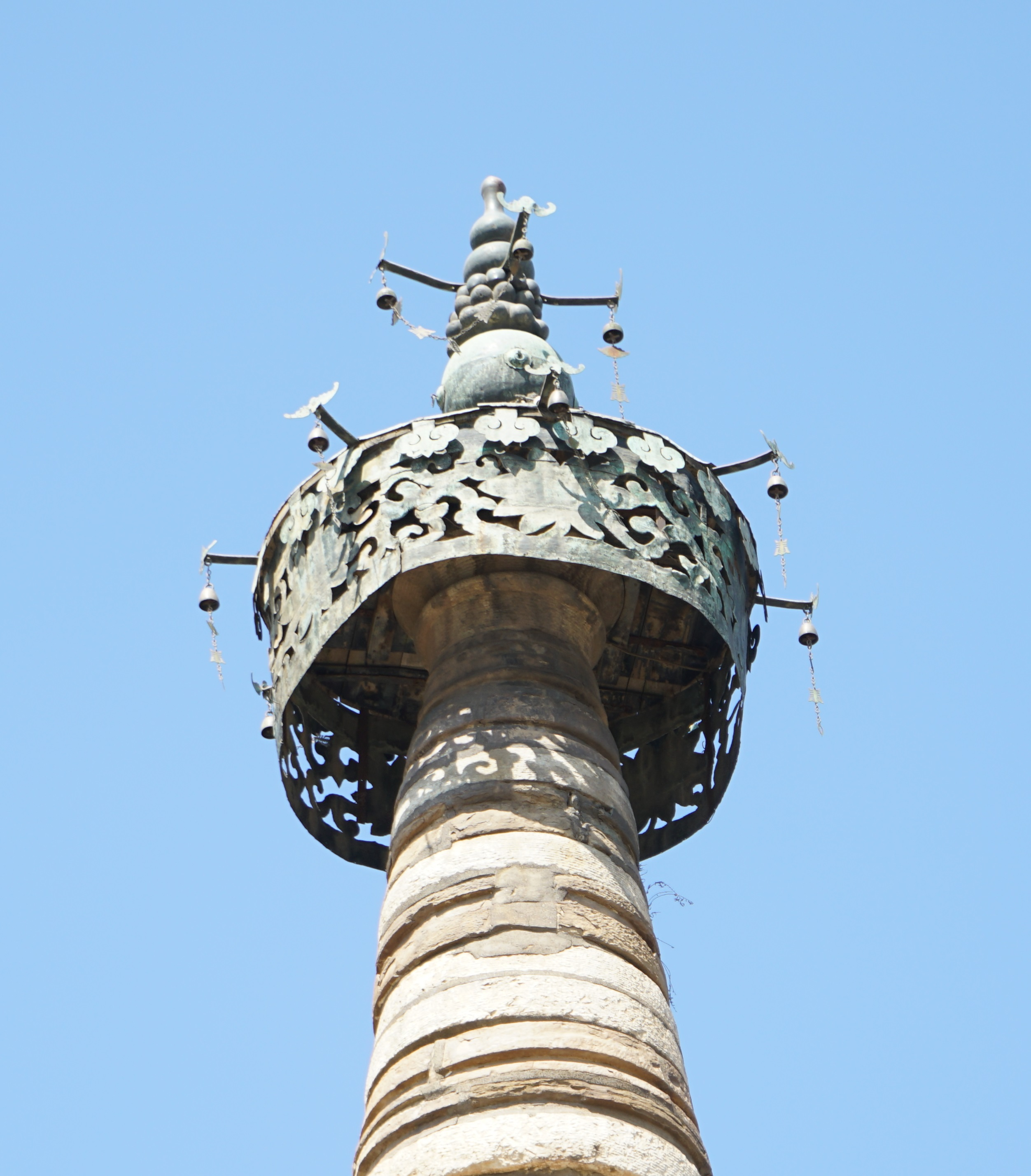
妙湛寺金刚塔主塔刹顶部分。

妙湛寺金刚塔主体结构包括基座、主塔和位于四角的四座小型佛塔。其中，基座为正方形须弥座，边长10.4米，高4.7米。基座四面都开设有券门，使得两条道路在其内部形成十字形交叉路口，为较典型的藏传佛教式过街塔。四座券门门额均刻有文字，其中东西两门刻有汉字，分别为鄱阳张茂书题写的“功德宝塔”和“延寿法门”；南北两门则刻有印度兰札体梵文，北面为五部佛母的种子字，南面则已风化不清。十字形券洞正中穹顶处镶嵌有一块边长2.5米的铜质浮雕图案，中心部分刻有一尊佛像，环绕其又刻有八尊，四角则以卷云纹进行装饰。此外，塔基上还镶嵌有多座石碑，北面的《新建妙湛石塔颂》和《新建妙湛禅寺石塔铭》两碑以汉、藏两种文字刻写，记载了金刚塔的建造原因与经过，西面的《重修妙湛塔记》则记载了康熙三十五年地震后石塔的重修过程。
妙湛寺金刚塔具有典型的金刚宝座式塔特征，其塔座代表密宗金刚部的神坛，上部五塔则分别代表金刚界五部部主。主塔为聚莲塔形制，通高16.05米，其塔座为边长5.5米，高2.7米的叠涩须弥座。塔座侧向每面均被分为相近的三格，左右两格刻有五方佛的坐骑：东侧为狮、西侧为孔雀、南侧为象、北侧为迦楼罗。正中一格则雕刻宝珠莲子、金刚子等五方佛所属念珠。塔座上方为七层莲瓣堆积而成的莲梯，其上则为宝瓶，四面开有佛龛，内部供奉四方佛。宝瓶之上为小型方形基座和数层金刚圈，支撑顶部的十三层相轮和铜质塔刹。塔刹部分由伞盖和双重宝葫芦组成，融合了藏式佛塔和中原佛塔的特色。伞盖上方还立有铜铸护世四大天王像，下方垂有八铃。
妙湛寺金刚塔的四座小塔形状和结构基本一致，均为藏式瓶型塔，通高约9米。塔基为边长1.4米、高4.4米的方形折角须弥座，基座上方从下到上分别为三级台阶、宝瓶、代替十三相轮的五棱石柱和带有莲花状基座的宝瓶形塔刹。全塔均由石头建造，没有雕刻图案，造型较为简单。金刚塔基座上方除五塔外还建有石雕围栏，现今均已完成修复。

## 保护措施
妙湛寺金刚塔所处位置为古代滇池水域范围内，螺壳堆积层较厚，渗水极为严重。1980年，金刚塔已经下沉约1.6米，官渡区人民政府为此专门开展清淤疏浚工程并为塔基浇筑水泥地坪进行加固。1992年，区政府又拆除了附近的部分民居和商铺，减少现代建筑配套设施对文物的损害。但这些保护措施并没有取得太大的成果，至2001年时，塔基底面已经低于周边地面2米、低于地下水位线400毫米，塔尖则向东南方倾斜240.5毫米，偏斜率达到1.5%，有倒塌风险。
金刚塔地下结构薄弱，基础只有厚100至150毫米的毛石层，地基土则为石灰、粘土、碎螺壳等组成的混合物，厚度大约1米。地基土层下方埋设有长1.5米、直径15至35毫米的木桩，桩间距0.2米左右，但由于地基长期浸泡于地下水中，这些结构已无明显效用。由于周边地下水位较高，且其高度在丰水季和枯水季差距显著，地基下方土层长期受力变形，致使沉降更加明显。
1999年，云南省文化厅委托中国文物研究所对金刚塔进行测绘和保护方案设计，最终提出挡水连墙配合化学材料表面加固的方案，但因未能解决地基下沉问题而被国家文物局驳回。2001年，河北省古代建筑保护研究所和河北省建筑科学研究院对金刚塔展开实地勘察并编制出整体顶升的方案，在国家文物局批准后该方案于次年实施。此次工程基础加固方面引入了深层搅拌桩竖向止水帷幕、静压预制桩反力加固软土地基等新技术，在没有损害塔身的情况下完成整体顶升前加固和地基重筑。顶升方面，工程队采用18个液压千斤顶配合18个辅助型螺纹千斤顶进行作业，每抬升10厘米就进行混凝土浇筑建立新支撑面，最终于2002年7月成功顶升2.6米并完成倾斜纠正。
2013年，止水帷幕老化开裂，金刚塔底部施工留下的地下通道开始渗水，最严重时积水达到2米。2017年3月，区文物管理部门邀请江西省勘察设计研究院编制完成止水修复工程设计方案，但于8月因技术问题被国家文物局驳回。次年5月，国家文物局召集专家前往金刚塔实地勘察并制订出土方回填的工程方案。截止2022年末，该项目尚未进入实际施工阶段。

## 周边开发
妙湛寺金刚塔坐落于全国特色景观旅游名镇、国家4A级旅游景区官渡古镇的中心区域，其所在广场连通古镇内的各个景点：其东面为道教建筑三圣宫，西面为供奉孔子的文庙和供奉关羽的武庙，北面为供奉的三世佛的妙湛寺，南面则为供奉本地土主神的官渡土主庙，构成了官渡“六寺八庙”的核心区域。此外，金刚塔广场还是周边居民的重要休闲场所，时常举办民间表演和文化交流活动。